# پرت اند ویتنی آر-۱۳۴۰ واسپ
پرت اند ویتنی آر-۱۳۴۰ واسپ (به انگلیسی: Pratt & Whitney R-1340 Wasp) یک موتور هواگرد ساختِ کارخانهٔ پرت اند ویتنی در کشور ایالات متحده آمریکا است . 